# Pero Vasques Saavedra

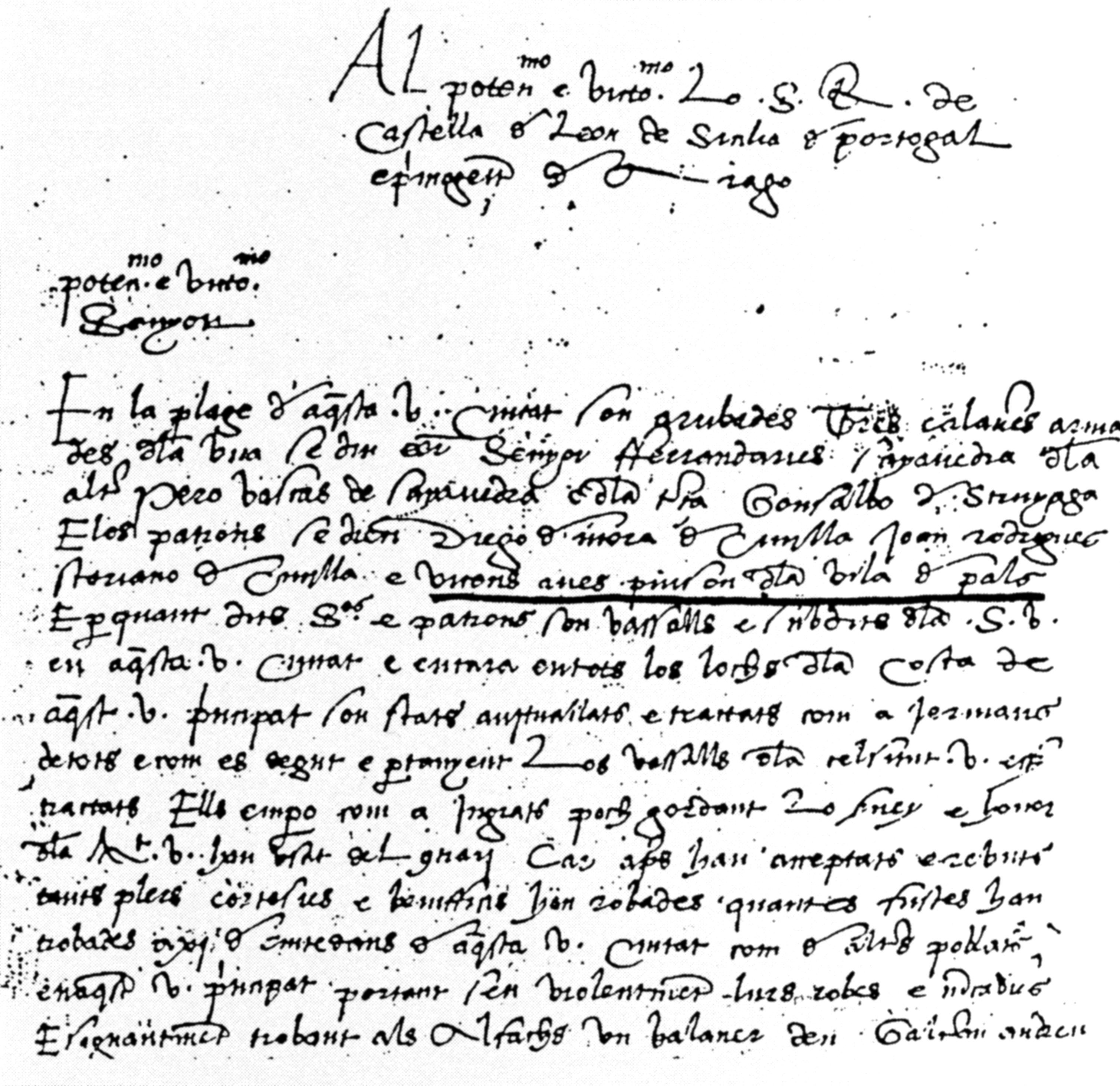
Carta dels Consellers de Barcelona al rei Ferran, a on és esmentat un Pero Vascas de Sayavedra.

Pero Vasques Saavedra, conegut a Castella com Pedro Vazquez de la Frontera, fou un navegant portuguès, cavaller de la Casa d'Enric el Navegant, al servei dels que van navegar en l'Atlàntic Nord. Estava vinculat a l'explotació de les illes Açores i a la recerca d'illes a l'oest d'aquest arxipèlag. Fou cridat pel seu cosí el rei Pere IV, perquè l'ajudés amb homes i naus en la seva causa antitrastàmara. El trobem a Catalunya, l'any 1473, assetjant Perpinyà. Acabada la Guerra civil catalana, el veiem fent d'ambaixador d'En Joan II a Borgonya, el 1477. En el mateix any, és esmentat com Pero Vascas de Sayavedra en una Carta dels Consellers de Barcelona al Rei Ferran II.
Cristòfol Colom diu que preparava el seu primer viatge al Nou Món amb En Pero Vasques de Saavedra, de la vila de “Palos de Portugal”.
També fou citat en els Plets Colombins, per Fernando Valiente:
| «                                            | Quel dit Cristòfol Colom, avanç que anés a negociar amb els Reis Cathólics sobre el dit descobriment, venir a aquesta Vila de Palos...i passà pel monestir de La Rábida, i de allà venia algunes vegades a aquesta Vila i parlava amb un Pero Vasques de la Frontera, que era home molt savi en el art de la mar i havia anat una vegada a fer el dit descobriment amb l'infant de Portugal... | » |
| — Fernando Valiente, en els Plets Colombins, | |   |